# Ratusz w Rzepinie
Ratusz w Rzepinie – budowla zbudowana w 1833 w stylu neogotyckim, zniszczona w 1945, odbudowana w latach 1950–1960. Mieści się przy Placu Ratuszowym.
Założony na planie prostokąta, zbudowany z czerwonej cegły, jednopiętrowy budynek pokryty jest płaskim, czterospadowym dachem. Fasada posiada trzyosiowy, środkowy ryzalit z półkolistym wejściem. Nad nim znajdują się trzy ostrołukowe okna. Na trzeciej kondygnacji ryzalitu znajduje się sześć okienek neogotyckich.
Obecnie siedziba władz miejskich.